# Krytonosek siwy
Krytonosek siwy (Scytalopus canus) – gatunek małego ptaka z rodziny krytonosowatych (Rhinocryptidae). Występuje endemicznie w Andach w zachodniej Kolumbii. W Czerwonej księdze gatunków zagrożonych IUCN klasyfikowany jest jako gatunek bliski zagrożenia (NT, ang. Near Threatened).

## Systematyka
Gatunek ten po raz pierwszy zgodnie z zasadami nazewnictwa binominalnego opisał amerykański ornitolog Frank Michler Chapman w 1915 roku na łamach „The Auk”. Autor nadał mu nazwę Scytalopus canus, a jako miejsce typowe podał Paramillo w departamencie Antioquia w Kolumbii. Krytonosek siwy jest gatunkiem monotypowym. Dawniej bywał uznawany za podgatunek krytonoska magellańskiego (S. magellanicus). Później ponownie klasyfikowano go jako gatunek, zaś za jego podgatunek uznawany był krytonosek buszowy (S. opacus); w 2010 roku wykazano jednak, że taksony te znacząco różnią się wokalizacją i pod względem genetycznym (ponad 5% różnicy w mtDNA), i uznano je za osobne gatunki.

### Etymologia
- Scytalopus: gr. σκυταλη skutalē lub σκυταλον skutalon „kij, pałka”; πους pous, ποδος podos „stopa”[10].
- canus: łac. canus – „szary”[11].

## Morfologia
Mały ptak, którego górna szczęka jest czarniawa, a żuchwa ciemnoszara. Nogi i stopy ciemne szarobrązowe. Tęczówki ciemnobrązowe. Występuje dymorfizm płciowy. Samiec jest cały szary. Szczyt głowy nieco ciemniejszy, podobnie ogon. Samice są jaśniejsze, mają brązowawy grzbiet, skrzydła, kuper i ogon, podobnie jak u krytonoska buszowego (Scytalopus opacus). Długość ciała około 10,5 cm, masa ciała 14,5 g.

## Zasięg występowania
Krytonosek siwy występuje tylko na obszarze masywów Nudo de Paramillo oraz Páramo de Frontino. Zasięg występowania (EOO, Extent of Occurrence) według szacunków organizacji BirdLife International obejmuje około 13 tys. km², występuje prawdopodobnie w nie więcej niż 100 lokalizacjach, występuje w zakresie wysokości od 3050 do 4000 m n.p.m.

## Ekologia i zachowanie
Jego habitatem jest roślinność na obszarze przejściowym między lasami a formacją paramo, w tym zarośla, karłowate drzewa i zadrzewienia Polylepis. Brak informacji o diecie tego gatunku. Długość pokolenia jest określona na 3,08 lat.

### Rozmnażanie
Nic nie wiadomo o rozmnażaniu tego gatunku.

## Status
W Czerwonej księdze gatunków zagrożonych IUCN krytonosek siwy jest uznawany za gatunek bliski zagrożenia (NT, ang. Near Threatened). Wielkość populacji została oszacowana na 3,3–15,5 tys. dorosłych osobników, na podstawie szacunków dla analogicznych gatunków o podobnych wymaganiach jak krytonosek kolumbijski (Scytalopus stilesi) i krytonosek ekwadorski (Scytalopus robbinsi). Trend populacji jest określony jako spadkowy z powodu zmniejszania się, fragmentacji i degradacji naturalnego habitatu.